# Murray Westgate
Murray Westgate (* 16. April 1918 in Regina, Saskatchewan; † 27. August 2018 in Toronto, Ontario) war ein kanadischer Schauspieler.

## Leben
Vor seiner Laufbahn als Schauspieler war Westgate als Funker in der Royal Canadian Navy während des Zweiten Weltkriegs tätig. Nach dem Krieg zog er nach Vancouver, um am dortigen Everyman Theatre erste Schauspielerfahrungen zu sammeln. Zudem wirkte er bei Hörspielen von CBC Radio mit.
1952 hatte Westgate seinen ersten Auftritt als Werbefigur der Tankstellenkette Esso in der Sportsendung Hockey Night in Canada. Durch seine Verkörperung eines Tankwarts wurde er landesweit bekannt. Westgate war in dieser Rolle bis 1968 sowie erneut im Jahr 1991 zu sehen.
Durch seine Bekanntheit als Werbefigur erhielt Westgate seine ersten Rollen in Filmen und Fernsehserien. In den folgenden Jahren war er unter anderem in Serien wie Abenteuer im Regenbogenland, Polizeiarzt Simon Lark und Erben des Fluchs sowie 1981 in einer Nebenrolle als Gatekeeper im Horrorfilm Ab in die Ewigkeit zu sehen. Einen seiner bekanntesten Filmauftritte hatte Westgate 1991 als George Kellum in dem Horrorfilm Scanners II. Im selben Jahr beendete er seine Laufbahn als Schauspieler.
Murray Westgate war bis zu deren Tod im Jahr 1983 mit der Schauspielerin Alice Hill verheiratet. Das Paar bekam eine gemeinsame Tochter. Er lebte zuletzt in Toronto, wo er im August 2018, gut vier Monate nach seinem 100. Geburtstag, starb.

## Filmografie (Auswahl)
- 1956: The Hill (Fernsehfilm)
- 1959: A Cool Sound from Hell
- 1969: Abenteuer im Regenbogenland (Adventures in Rainbow Country; Fernsehserie, eine Folge)
- 1969: Wer trägt bei Rosie schon Pyjamas? (The First Time)
- 1971/1972: Polizeiarzt Simon Lark (Dr. Simon Locke ; Fernsehserie, drei Folgen)
- 1979: Von der Liebe zerrissen (Torn Between Two Lovers; Fernsehfilm)
- 1979: Auf Wiedersehen, bis Montag (Au revoir à lundi)
- 1980: Kavik, der Schlittenhund (The Courage of Kavik, the Wolf Dog; Fernsehfilm)
- 1980: Die Entführung des Präsidenten (The Kidnapping of the President)
- 1981: Ab in die Ewigkeit (Happy Birthday to me)
- 1987: Erben des Fluchs (Friday the 13th: The Series; Fernsehserie, eine Folge)
- 1991: Scanners II (Scanners II: The New Order)